# جزيرة هندرابي
جزيرة هندرابي هي جزيرة إيرانية في الخليج العربي. اسمها مشتق من الكلمة الفارسية اندرآبی ومعناها داخل المياه. تقع في محافظة هرمزكان وإلى الغرب من جزيرة كيش وإلى الجنوب من بستك. إداريا تقع الجزيرة في قسم كیش الريفي ببلدة كيش بمقاطعة لنجة بمحافظة هرمزغان بإيران.
في التعداد الوطني لعام 2006، بلغ عدد سكان هندرابي 79 شخصًا في 9 أسر. التعداد التالي في عام 2011 أحصى 86 شخصًا في 21 أسرة. أظهر التعداد الأخير لعام 2016 أن عدد السكان يبلغ 191 شخصًا في 31 أسرة.